# Église Saint-Pierre d'Achen
Pour les articles homonymes, voir église Saint-Pierre.
L'église Saint-Pierre se situe dans la commune française d'Achen et le département de la Moselle.

## Histoire
Le village est une ancienne paroisse de l'archiprêtré de Hornbach au diocèse de Metz, passée dans celui de Rohrbach en 1804.

## Édifice
L'église, dédiée à saint Pierre et à la collation de l'abbaye cistercienne de Sturzelbronn jusqu'en 1621, était l'église-mère d'Etting et de Kalhausen. L'église est construite en 1728 et agrandie du côté du chœur en 1778.
En 1771, la paroisse commande au stucateur André Moosbrugger, installé à Altroff, commune de Francaltroff, trois autels à retable, dont seul le maître-autel a échappé aux transformations de l'église dans les années 1966, à la suite des réformes du concile de Vatican II. Construit en marbre artificiel, en couleur et doré, selon les termes de la visite du curé Laurent Holtzer de Gros-Réderching en 1779, au moment des projets d'agrandissement de l'édifice, il est composé d'un autel de plan légèrement concave, fortement galbé en élévation, décoré de cartouches peints.
Le retable est formé de colonnes à chapiteau composite en bois stuqué, posées de biais, supportant un large fronton à rampants concaves encadré de consoles à volutes. La niche centrale abrite la statue en bois de saint Pierre, le patron de la paroisse, au milieu des statues de sainte Lucie et de saint Paul, de la même époque. De plan carré et d'élévation droite, le tabernacle en bois peint et doré, orné d'un calice sur la porte, semble plus ancien d'une trentaine d'années et provient sans doute de l'ancien maître-autel. La simplification de ses formes contraste avec l'exubérance du décor, tandis que la lourdeur du retable est tempérée par le jeu des courbes et les inflexions des bases des colonnes et des corniches. Cet autel témoigne, dans la région, de la présence de l'un des membres de la célèbre famille des stucateurs Moosbrugger, active autour de Schoppernau, dans la forêt de Bregenz (Vorarlberg), tout au long de la seconde moitié du XVIIIe siècle.
Les fonts baptismaux, formés d'un large socle polygonal mouluré en grès gris supportant un pied en balustre décoré de feuilles d'acanthe et d'une cuve en grès rose de même plan, datent du XVIIIe siècle. À la face de la cuve, encadrée par deux larges feuilles rappelant celles du pied, une scène de baptême est sculptée en demi relief. En dépit du caractère populaire de la sculpture et de la composition un peu tassée de la scène, il s'agit là d'une œuvre particulièrement intéressante à cause de la rareté iconographique de la représentation.
Un orgue neuf a été réalisé en 1985 par la Manufacture Muhleisen.